# Los lunes al sol
Los lunes al sol is een Spaanse film uit 2002, geregisseerd door Fernando León de Aranoa.

## Verhaal
In een kuststad in het noorden van Spanje is de scheepswerf waar Santa (Javier Bardem) werkte al enige tijd gesloten. In het dok ligt nog altijd het laatste, onafgebouwde schip. Santa treft regelmatig zijn oud-collega's José, Lino, Amador en Sergei in het café. De film laat het leven zien van deze werklozen, van wie de toekomst somber lijkt.

## Rolverdeling
| Acteur           | Personage            |
| ---------------- | -------------------- |
| Javier Bardem    | Santa                |
| Luis Tosar       | José Suárez          |
| José Ángel Egido | Paulino "Lino" Rivas |
| Nieve de Medina  | Ana                  |
| Serge Riaboukine | Serguei              |
| Enrique Villén   | Reina                |
| Celso Bugallo    | Amador               |
| Joaquín Climent  | Rico                 |
| Aida Folch       | Nata                 |
| Fernando Tejero  | Lázaro               |
| Laura Domínguez  | Ángela               |

## Ontvangst

### Recensies
Op Rotten Tomatoes geeft 80% van de 69 recensenten de film een positieve recensie, met een gemiddelde score van 6,96/10. Metacritic komt tot een score van 64/100, gebaseerd op 28 recensies.

### Prijzen en nominaties
Een selectie:
| Jaar | Prijs                                  | Categorie                  | Genomineerde                               | Resultaat   |
| ---- | -------------------------------------- | -------------------------- | ------------------------------------------ | ----------- |
| 2002 | San Sebastián filmfestival             | Gouden Schelp - Beste film | Los lunes al sol                           | Gewonnen    |
| 2002 | Europese filmprijzen (15de uitreiking) | Beste acteur               | Javier Bardem                              | Genomineerd |
| 2003 | Premios Goya (17de uitreiking)         | Beste film                 | Los lunes al sol                           | Gewonnen    |
| 2003 | Premios Goya (17de uitreiking)         | Beste regisseur            | Fernando León de Aranoa                    | Gewonnen    |
| 2003 | Premios Goya (17de uitreiking)         | Beste acteur               | Javier Bardem                              | Gewonnen    |
| 2003 | Premios Goya (17de uitreiking)         | Beste mannelijke bijrol    | Luis Tosar                                 | Gewonnen    |
| 2003 | Premios Goya (17de uitreiking)         | Beste debuterend acteur    | José Ángel Egido                           | Gewonnen    |
| 2003 | Premios Goya (17de uitreiking)         | Beste debuterend actrice   | Nieve de Medina                            | Genomineerd |
| 2003 | Premios Goya (17de uitreiking)         | Beste origineel scenario   | Fernando León de Aranoa, Ignacio del Moral | Genomineerd |
| 2003 | Premios Goya (17de uitreiking)         | Beste montage              | Nacho Ruiz Capillas                        | Genomineerd |